# Bulbophyllum subclavatum
Bulbophyllum subclavatum är en orkidéart som beskrevs av Rudolf Schlechter. Bulbophyllum subclavatum ingår i släktet Bulbophyllum och familjen orkidéer. Inga underarter finns listade i Catalogue of Life.